# 贝尔直升机德事隆

貝爾直升機德事隆舊標誌

贝尔直升机德事隆（Bell Helicopter Textron）是一家美国直升机和倾转旋翼机制造商，总部位于德克萨斯福沃斯（Fort Worth）。贝尔直升机前身为贝尔飞行器公司，屬於德事隆（Textron）集團。

## 历史
劳伦斯·贝尔于1935年7月10日创办了自己贝尔飞行器。贝尔飞行器在第二次世界大战期间制造了几种战斗机，另外其制造的贝尔X-1，是第一个在平飞状态下突破音障的飞行器。贝尔飞行器1941年开始开发直升机，1943年贝尔30首航。
贝尔死于1956年，随后几年公司陷入财政困境，最终于1960年被德事隆收购，现名为全称贝尔直升机德事隆或简称贝尔直升机。贝尔直升机是世界主要直升机和倾转翼飞行器制造商之一，著名民用产品包括2xx系列，4xx系列，著名军用产品包括UH-1系列，AH-1系列，A139（同奥古斯塔合作），ARH和V-22鱼鹰（同波音合作）。

## 产品

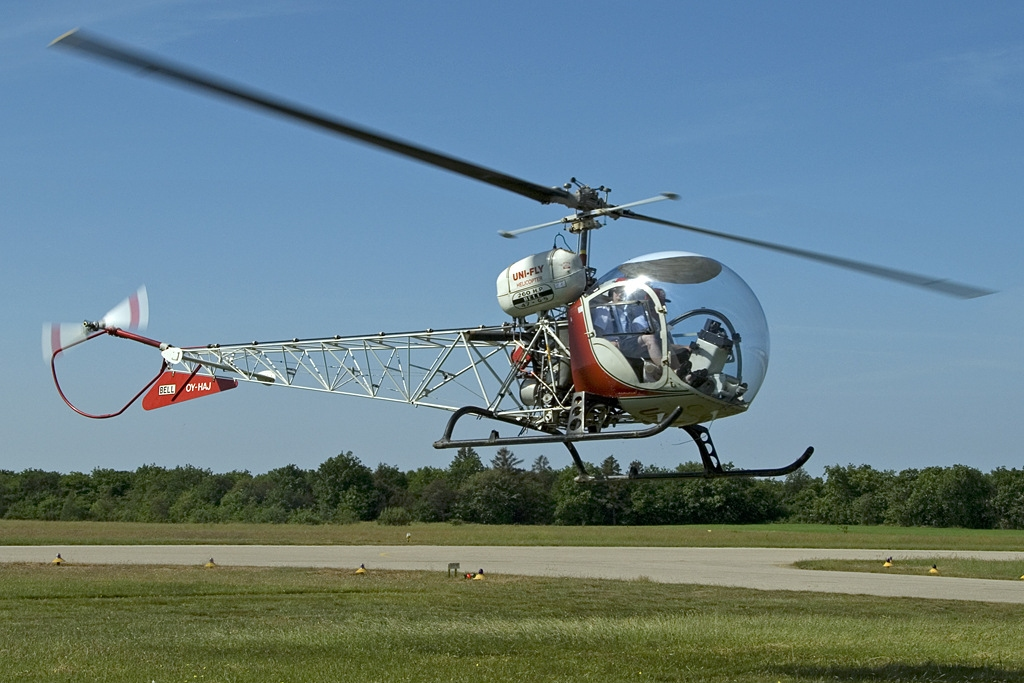
貝爾47直升機

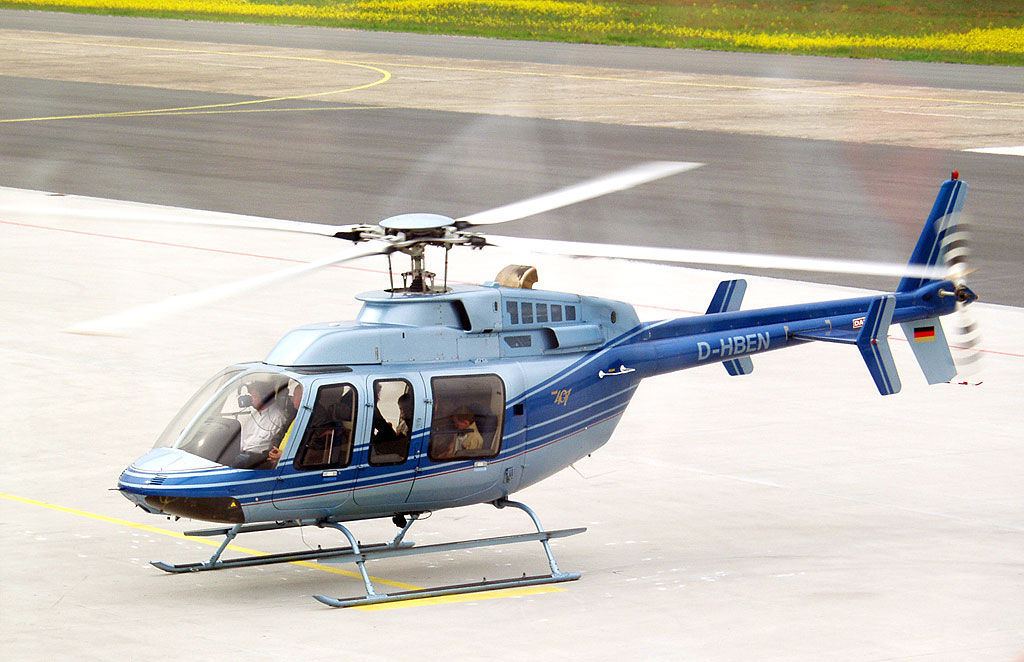
贝尔407

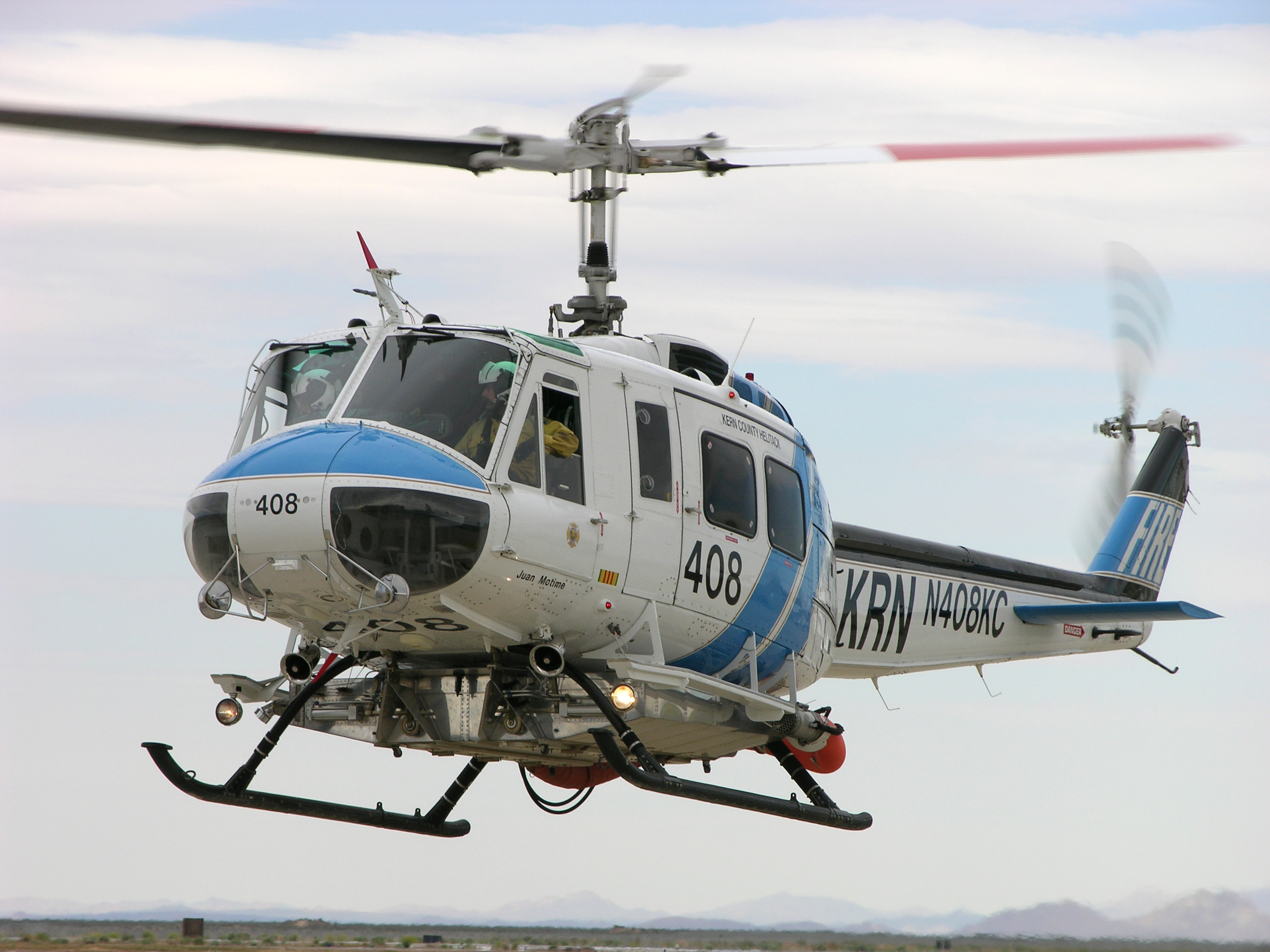
貝爾205

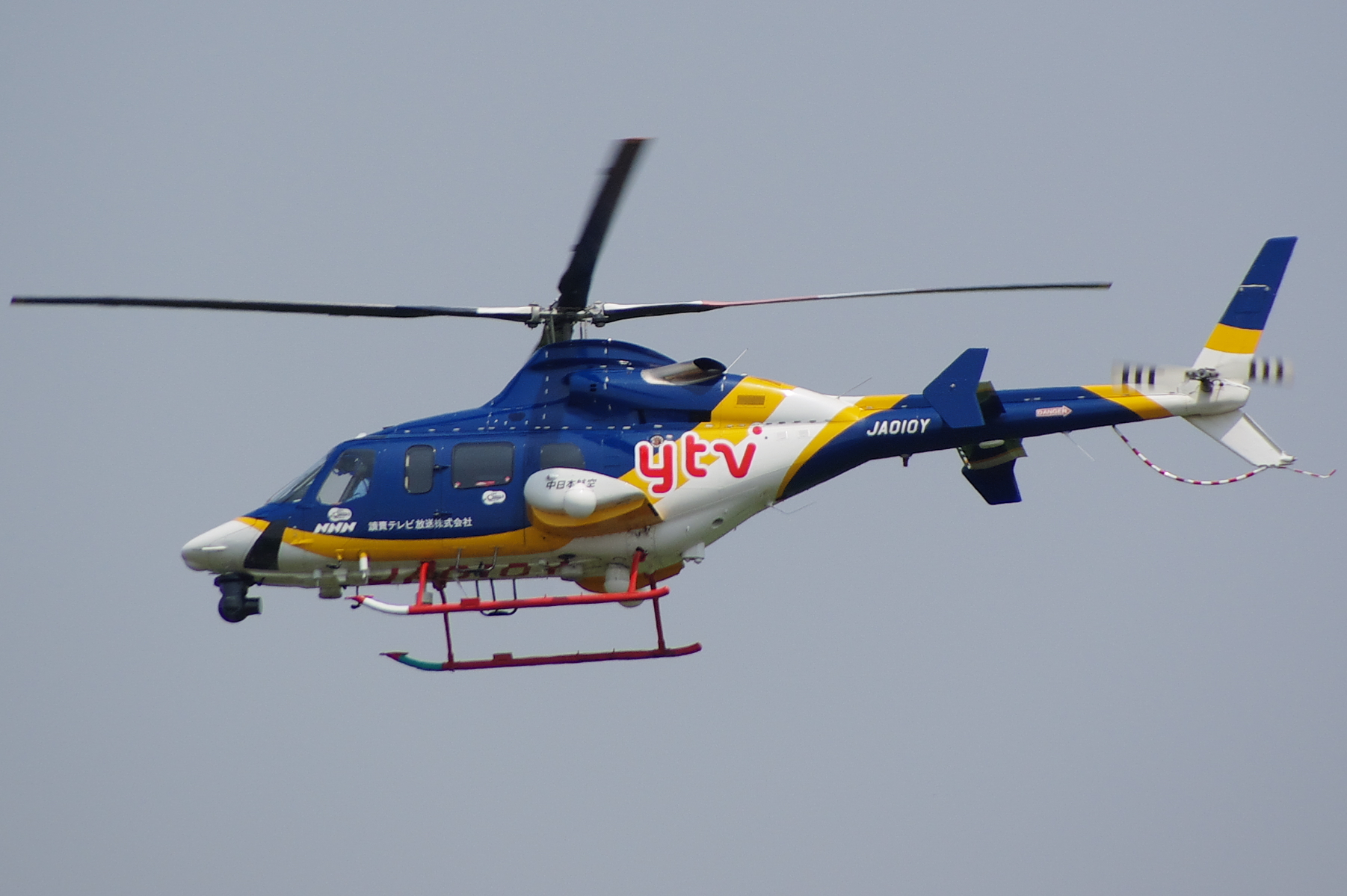
讀賣電視台向中日本航空租用的貝爾430

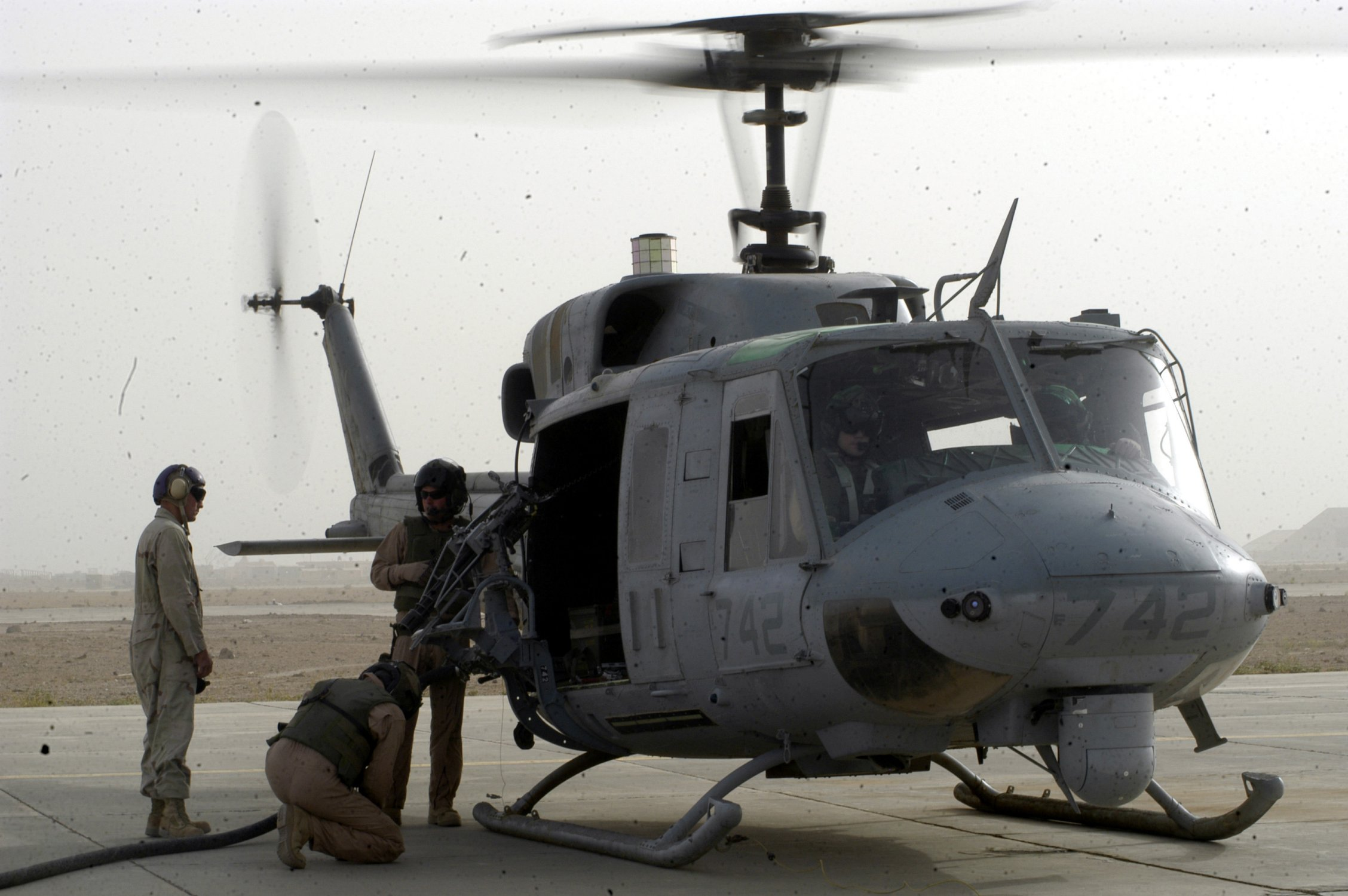
UH-1N

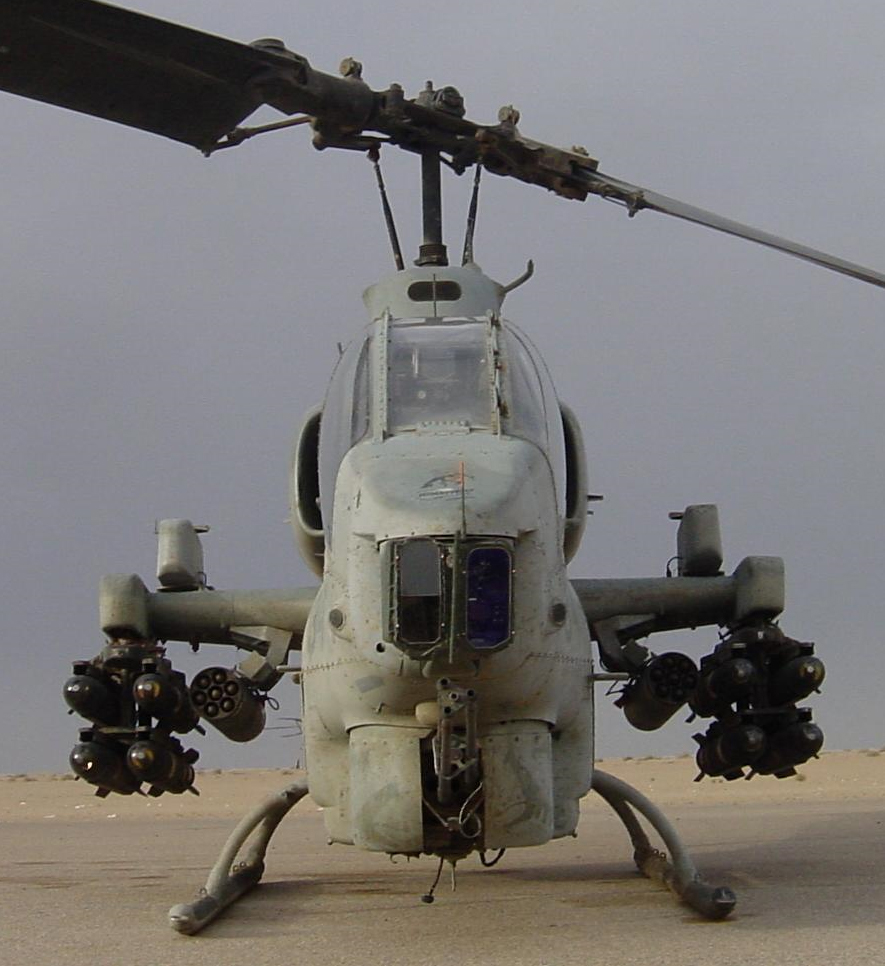
AH-1超級眼鏡蛇

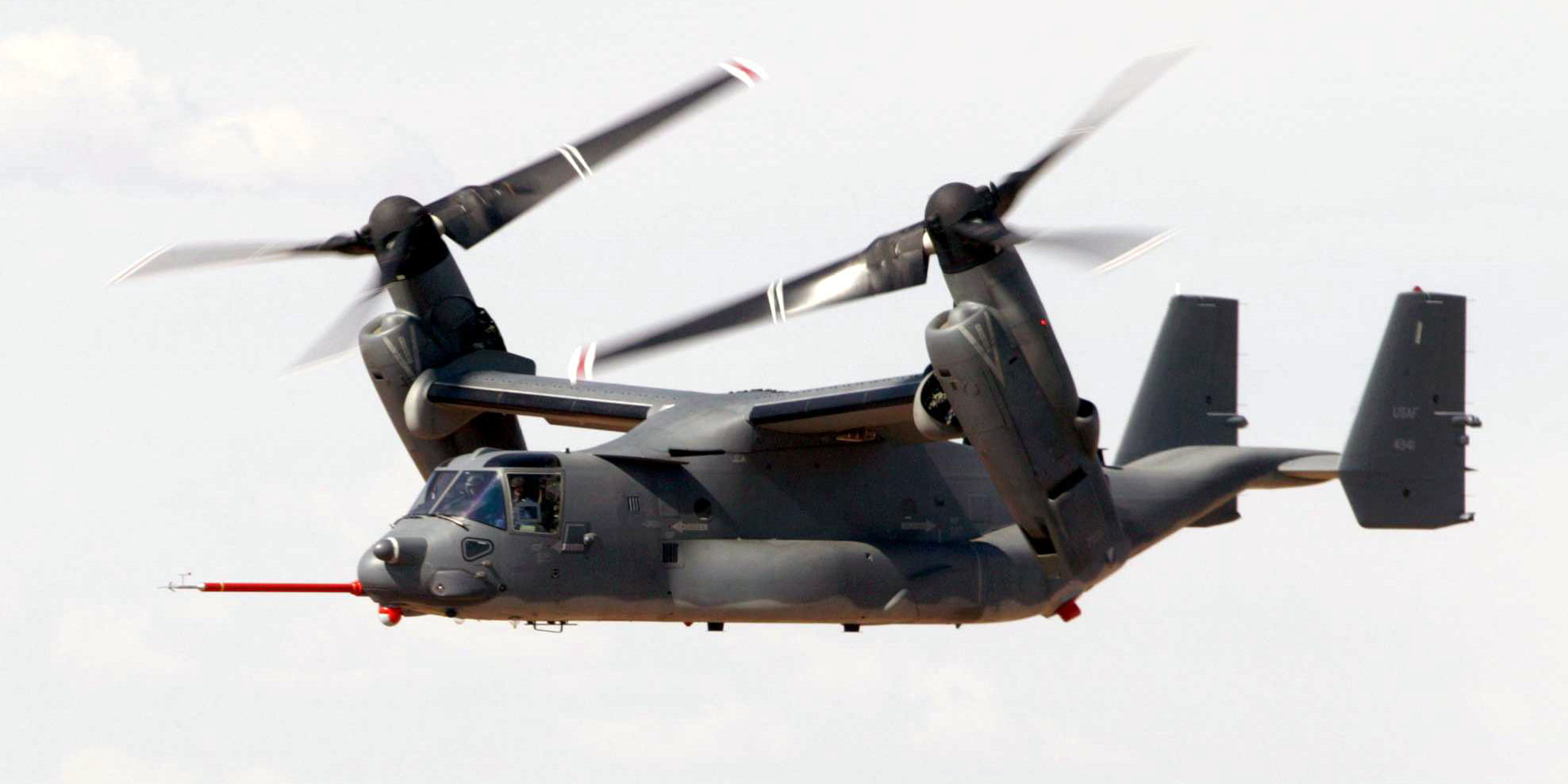
V-22鱼鹰

### 民用直升机
- 47（1946-1974年）
- 204（1959-1980年代）
- 205（1959-1980年代）
- 206（1967-2017年）
- 210（？-？年）
- 212（1968-1998年）
- 214B（1972-1981年）
- 214ST（1982-1993年）
- 222（1979-1995年）
- 230（1979-1995年）
- 407（1995年-至今）
- 412（1981年-至今）
- 427（2000-2010年）
- 429（2009年-至今）
- 430（1995-2008年）
- 505（2017年-至今）
- 525（2018年-至今）

### 军用直升机
- H-13
- UH-1 Iroquois（或称休伊，Huey）
- UH-1N
- UH-1Y
- UH-2
- 533 裝有渦輪噴氣引擎的試驗型
- AH-1眼鏡蛇（或称HueyCobra）
- AH-1超級眼鏡蛇（或称SeaCobra）
- AH-1Z蝰蛇
- YAH63/M409 - YAH-64的競爭對手
- OH-58
- ARH-70

### 倾转旋翼机
- V-22魚鷹（與波音合作）
- Bell/Agusta BA609 (與AgustaWestland合作)
- Eagle Eye
- V-280勇敢式

### 原贝尔飞行器的固定翼产品
- FM-1 Airacuda
- P-39戰鬥機
- P-63 Kingcobra
- P-59 Airacomet
- XP-77
- XP-83
- X-1
- X-2
- X-5

## 外部連結
- 官方网站
- Bell timeline at the Helicopter History Site （页面存档备份，存于）
- Video history of Bell Helicopter （页面存档备份，存于）
- . US Patent and Trademark Office.   [December 5, 2005]. （原始内容存档于2016-12-20）.